# 북마케도니아 요리

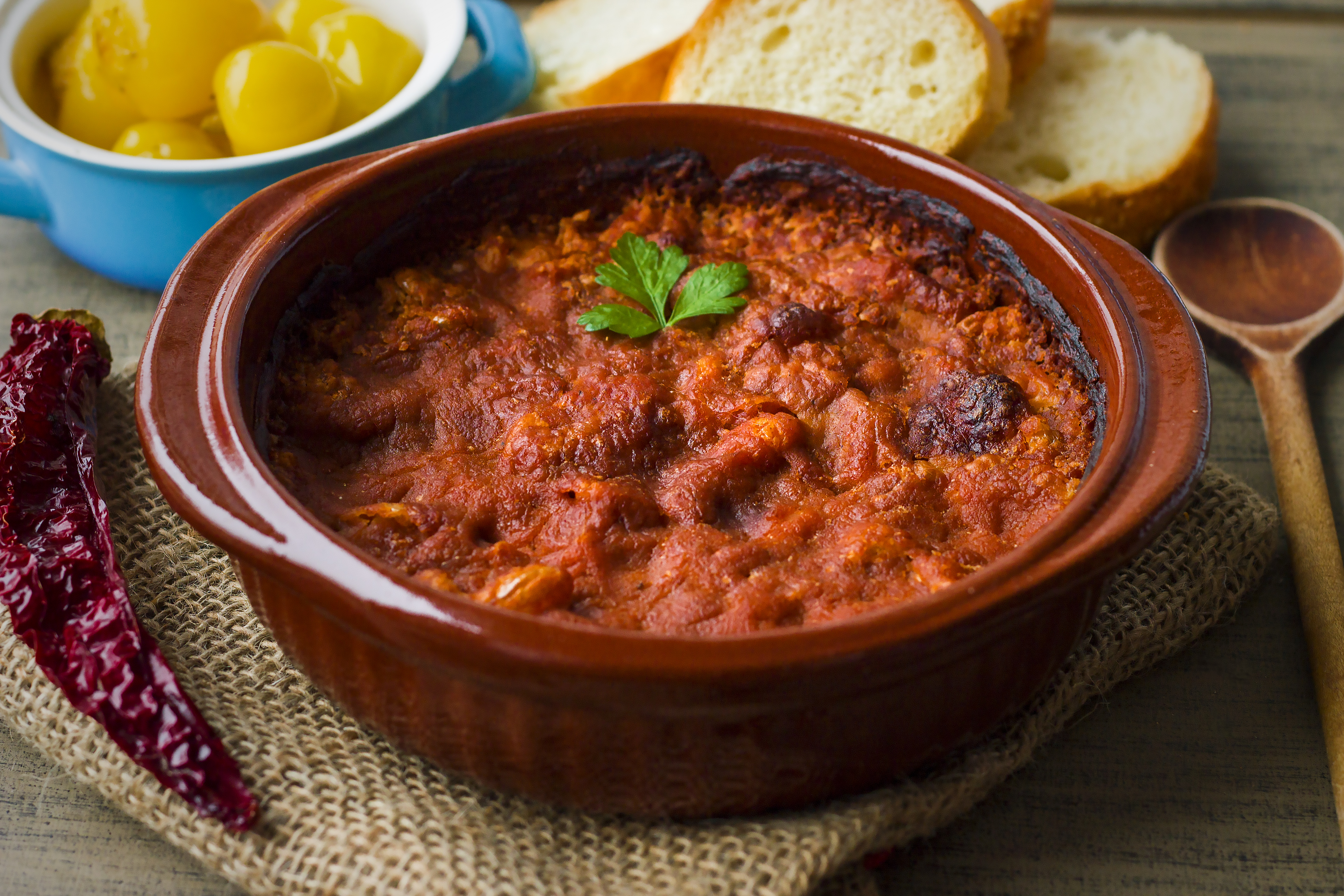
타프체 그라프체

북마케도니아 요리(北Macedonia 料理, 마케도니아어: Македонска кујна 마케돈스카 쿠이나)는 동남유럽 발칸반도에 있는 북마케도니아의 요리이다. 발칸반도와 마케도니아 지방의 특질을 살린 요리로서 튀르키예 요리와 그리스 요리, 중부 유럽요리의 특성을 많이 지니고 있다. 이탈리아 요리와 지중해식 식단이 다수 존재하며 헝가리 요리의 형태도 널리 수용되고 있다.
상대적으로 온화한 기후 덕택에 채소류나 허브, 과일이 아주 많아 관련 요리도 많다. 채소류와 과일을 한데 모아 만든 쇼프스카라는 샐러드는 모든 식사 때 먹는 것이며 포도주와 라키자, 마스티카라고 하는 주류가 대한민국의 소주처럼 소비되고 있다.

## 음식

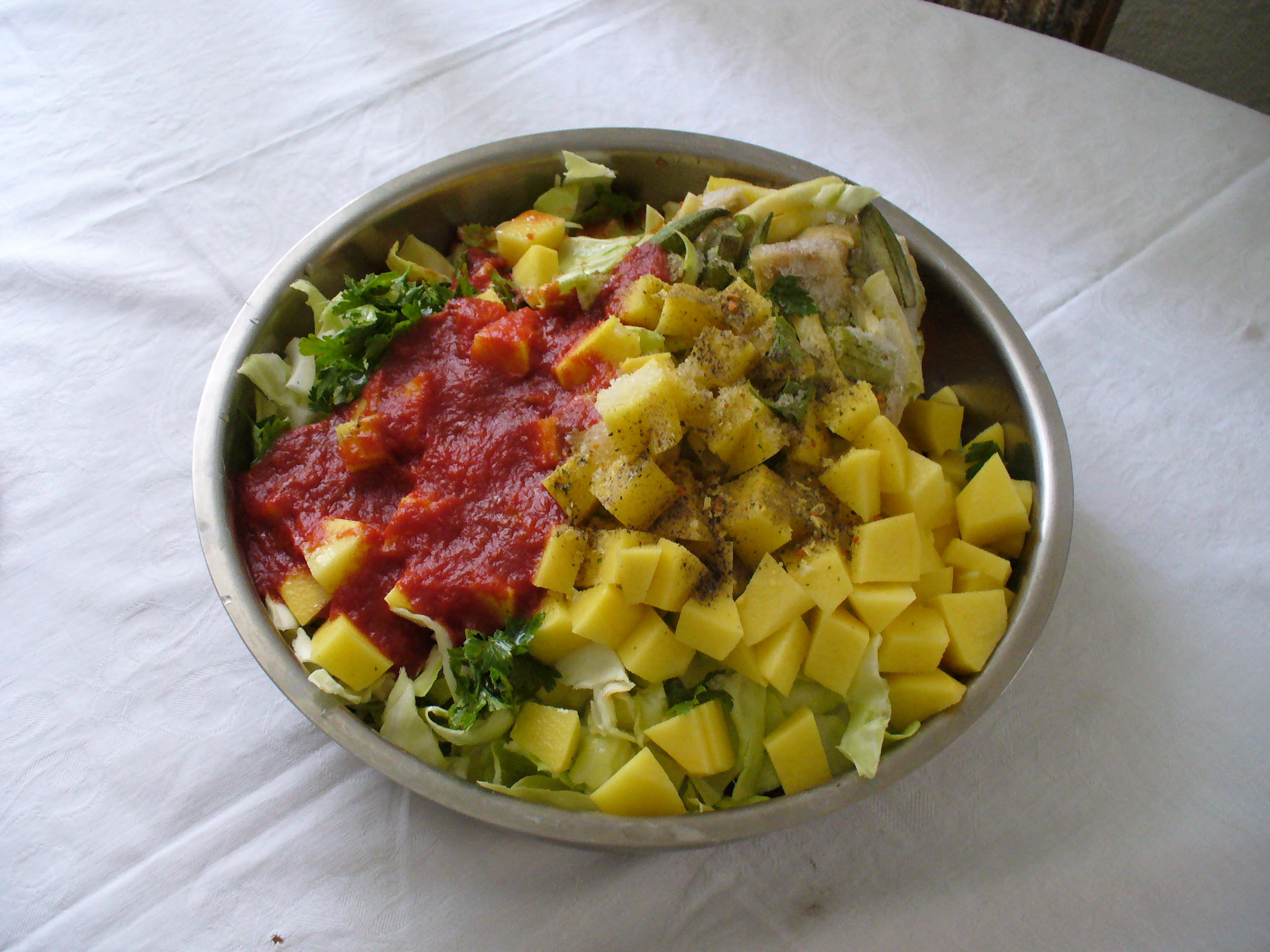
투를리 타바

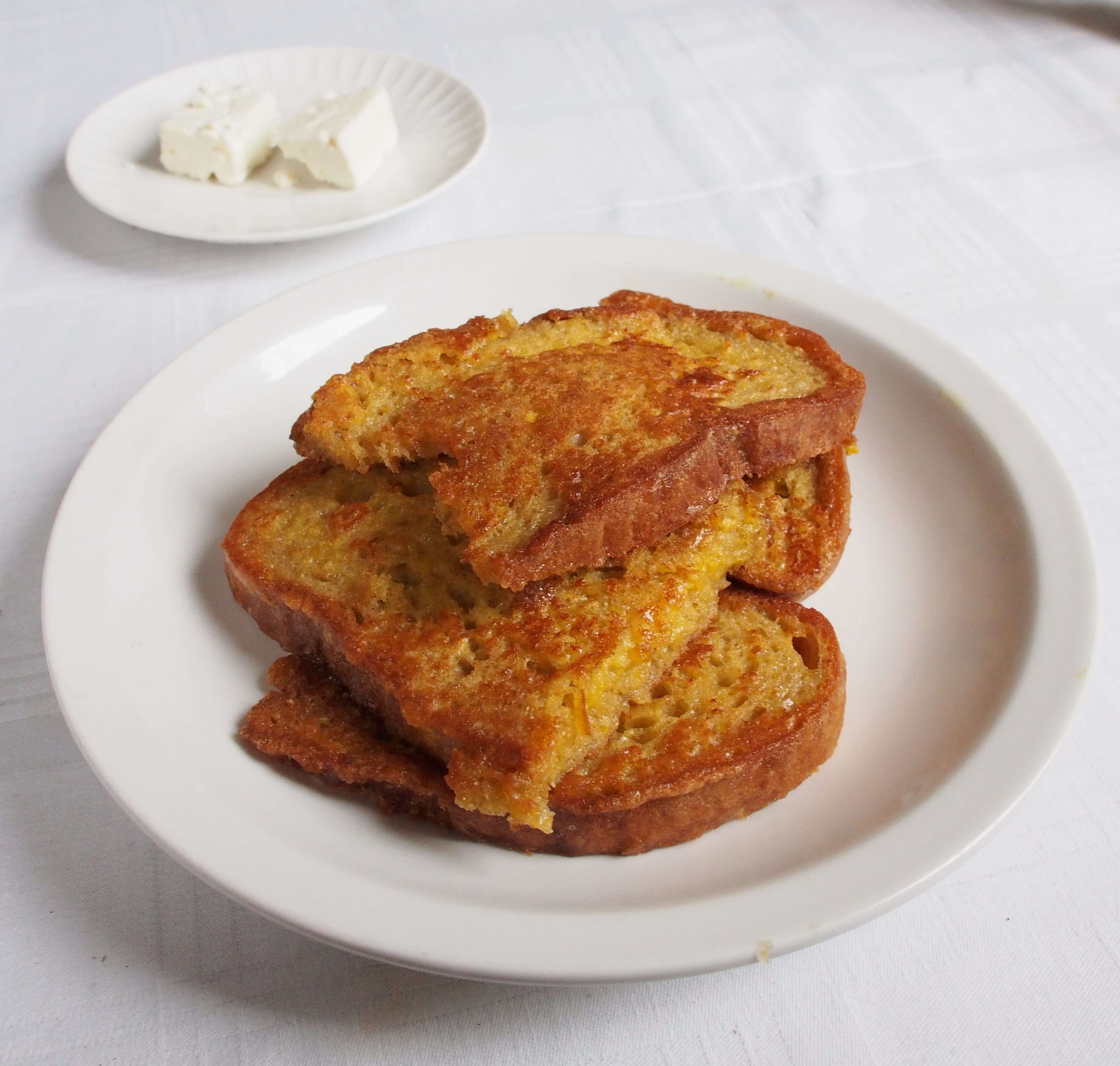

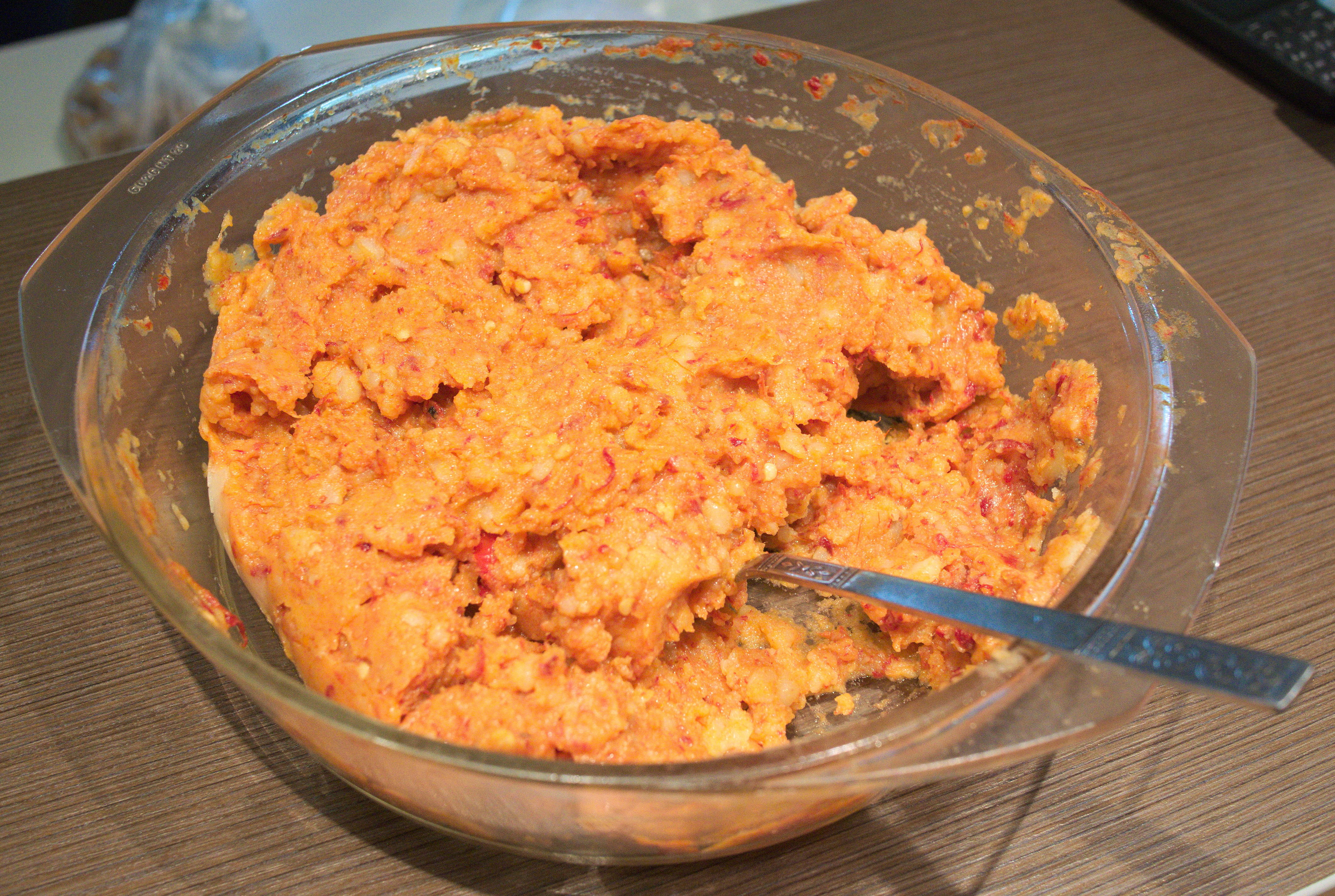

- 타프체 그라프체
- 투를리 타바
- 아이바르
- 체바피
- 피타
- 뵈레크
- 말리자노 (가지 스프레드)
- 무사카
- 핀주르 (렐리시)
- 포파라
- 파스트르마일리야
- 카슈카발
- 사르마
- 플리에스카비차
- 카차마크
- 젤니크
- 셀스코 메소
- 타라토르

## 디저트

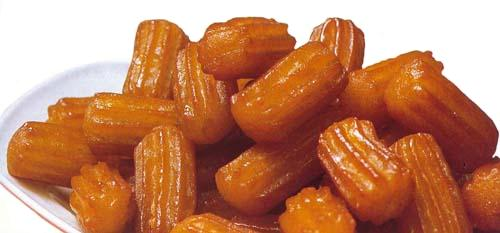
툴룸바

- 쿠나파
- 벌꿀
- 툴룸바
- 크레프
- 콤포트
- 로쿰
- 바클라바

## 같이 보기
- 슬라브 요리
- 유럽 요리
- 지중해 요리